# Bielsko-Bialskie Towarzystwo Sportowe 2014-2015
Questa voce raccoglie le informazioni riguardanti il Bielsko-Bialskie Towarzystwo Sportowe nelle competizioni ufficiali della stagione 2014-2015.

## Organigramma societario
Area direttiva
- Presidente: Piotr Pluszyński

Area tecnica
- Allenatore: Piotr Gruszka
- Allenatore in seconda: Mateusz Mielnik

## Rosa
| N° | Nome                 | Ruolo | Data di nascita   | Nazionalità sportiva |
| -- | -------------------- | ----- | ----------------- | -------------------- |
| 1  | Dominik Miarka       | S     | 1º febbraio 1994  | Polonia              |
| 2  | Łukasz Polański      | C     | 29 gennaio 1989   | Polonia              |
| 3  | Michał Błoński       | S     | 24 marzo 1987     | Polonia              |
| 4  | Wojciech Siek        | C     | 10 maggio 1994    | Polonia              |
| 5  | Wojciech Ferens      | S     | 5 aprile 1991     | Polonia              |
| 6  | Bartłomiej Neroj     | P     | 22 novembre 1984  | Polonia              |
| 7  | Grzegorz Pilarz      | P     | 12 febbraio 1980  | Polonia              |
| 8  | Bartosz Bućko        | S     | 6 gennaio 1995    | Polonia              |
| 9  | Jose Luiz González   | S/O   | 27 dicembre 1984  | Argentina            |
| 10 | Bartosz Buniak       | C     | 8 ottobre 1985    | Polonia              |
| 11 | Wojciech Sobala      | C     | 12 maggio 1988    | Polonia              |
| 12 | Michał Pacławski     | S/O   | 17 febbraio 1994  | Polonia              |
| 13 | Przemysław Czauderna | L     | 21 maggio 1992    | Polonia              |
| 14 | Marcin Bachmatiuk    | C     | 17 maggio 1992    | Polonia              |
| 16 | Serhij Kapelus'      | S     | 22 ottobre 1982   | Ucraina              |
| 17 | Michał Dębiec        | L     | 29 marzo 1984     | Polonia              |
| 18 | Kamil Kwasowski      | P     | 13 settembre 1990 | Polonia              |